# Reqtify
 (août 2014).
Si vous disposez d'ouvrages ou d'articles de référence ou si vous connaissez des sites web de qualité traitant du thème abordé ici, merci de compléter l'article en donnant les références utiles à sa vérifiabilité et en les liant à la section « Notes et références ».
Reqtify est un outil de gestion de la traçabilité des exigences et de l'analyse d'impact.
Il permet de lier des documents provenant d'une multitude de sources, et de vérifier par la présence de marqueurs qu'une exigence est bel et bien suivie de bout en bout. Notamment, Reqtify permet de parcourir aussi bien les documents d'entrée initiaux (tels qu'un cahier des charges ou une spécification) que les fichiers source (logiciel, électronique, mécanique) et les documents de validation.
De plus, Reqtify permet de construire automatiquement les matrices de traçabilité permettant de prouver qu'une exigence donnée est correctement couverte.

## Normes demandant une traçabilité des exigences
- DO-178
- DO-254
- CEN 5012x
- ISO 26262
- CEI 61508
- FDA 21 CFR
- IEC 62304

## Formats supportés
Parmi les formats de documents utilisables, on trouve :
- Bureautique :
  - Formats Office
  - PDF
  - FrameMaker
  - HTML
- Gestion d'exigences :
  - IBM DOORS
  - IBM Rational RequisitePro
  - Dassault Systèmes ENOVIA Requirements
  - Polarion
  - JAMA
- Gestion de Projet :
  - Microsoft Project
  - Bugzilla
- UML :
  - PTC Integrity Modeler
  - SparcX Enterprise Architect
  - IBM Rational Rhapsody
- Design et modélisation :
  - Mathworks Simulink
  - IBM Statemate
  - SCADE
  - Stood
  - NI LabVIEW
- Éditeur de texte :
  - Eclipse
  - TextPad
  - UltraEdit
  - vi
  - EMACS
  - Microsoft Visual Studio
- Fichiers source :
  - C
  - C++
  - C#
  - Ada
  - Java
  - SDL
  - VHDL
  - Verilog
  - XML
- Gestion de versions :
  - ClearCase
  - CVS
  - SVN
  - PVCS
  - Git
- Vérification et validation (V&V) :
  - HP ALM/QualityCenter/TestDirector
  - NI Test Stand
  - IBM Rational Test Real-Time
  - Cantata++